# 2000-е годы в экономике России
2000-е годы в экономике России:

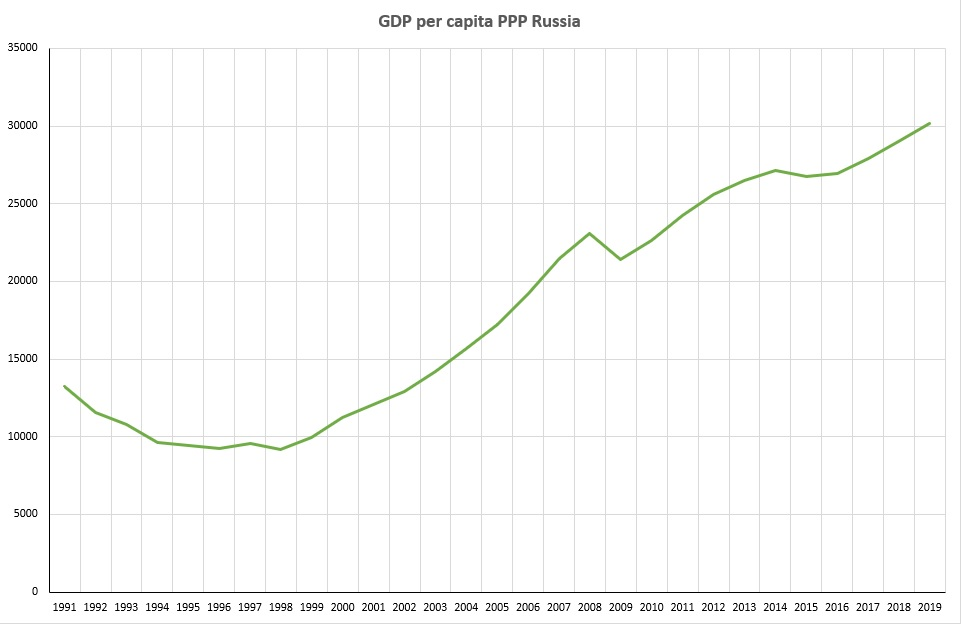
Динамика ВВП России по ППС на душу населения после 1991 года

в 2000—2008 годах в экономике России отмечался рост ВВП (в 2000 — 10 %, в 2001 — 5,7 %, в 2002 — 4,9 %, в 2003 — 7,3 %, в 2004 — 7,2 %, в 2005 — 6,4 %, в 2006 — 7,7 %, в 2007 — 8,1 %, в 2008 — 5,6 %), промышленного и сельскохозяйственного производства, строительства, реальных доходов населения. Происходило снижение численности населения, живущего ниже уровня бедности (с 29 % в 2000 году до 13 % в 2007).
С 1999 по 2007 годы индекс производства обрабатывающих отраслей промышленности вырос на 77 %, в том числе производства машин и оборудования — на 91 %, текстильного и швейного производства — на 46 %, производства пищевых продуктов — на 64 %.
В 2009 году на фоне мирового экономического кризиса произошёл спад ВВП на 7,9 %.
Рост ВВП России в 2010—2011 годах составил 8,8 %. По итогам 2011 года инвестиции в России достигли рекордного за последние 20 лет уровня в 370 млрд долларов за год. Таким образом каждый день в экономику России инвестировалось более 1 миллиарда долларов.
Темпы инфляции опустились до рекордно низкого уровня со времён распада СССР: за 2011 год индекс цен вырос только на 6,6 %.
С 1 января 2012 года начало работу Единое экономическое пространство России, Белоруссии и Казахстана. 22 августа того же года Россия вступила во Всемирную торговую организацию.
В 2000-е годы в России был проведён ряд социально-экономических реформ: налоговая, земельная, пенсионная (2002), банковская (2001—2004), монетизация льгот (2005), реформы трудовых отношений, электроэнергетики и железнодорожного транспорта.

## Хронология

### 2000 год
- 28 августа — Россия и Союзная Республика Югославия подписали соглашение о свободной торговле. Югославия — первая из стран дальнего зарубежья, с которой Россия подписала соглашение о свободной торговле[9].
- 10 октября — в Астане (Казахстан) президентами Белоруссии, Казахстана, Киргизии, России и Таджикистана был подписан Договор об учреждении Евразийского экономического сообщества (ЕврАзЭС)[10].

### 2001 год
- 17 июля — принят федеральный закон № 101-ФЗ «О разграничении государственной собственности на землю»
- 7 августа — принят федеральный закон № 117-ФЗ «О кредитных потребительских кооперативах граждан»
- 7 августа — принят федеральный закон № 119-ФЗ «Об аудиторской деятельности»
- 8 августа — принят федеральный закон № 129-ФЗ «О государственной регистрации юридических лиц»
- 8 августа — принят федеральный закон «О лицензировании отдельных видов деятельности в Российской Федерации»
- 1 ноября — принята третья часть Гражданского кодекса РФ
- 15 декабря — принят федеральный закон № 167-ФЗ «Об обязательном пенсионном страховании в РФ»
- Декабрь — принят федеральный закон «О приватизации государственного и муниципального имущества»
- Декабрь — принят федеральный закон № 166-ФЗ «О государственном пенсионном обеспечении в РФ»
- Декабрь — принят федеральный закон № 173-ФЗ «О трудовых пенсиях в РФ»

### 2002 год
- 1 марта — вступила в силу третья часть Гражданского кодекса РФ
- 4 марта — вышло постановление правительства России «Об утверждении правил подготовки и согласования перечней земельных участков, на которые у Российской Федерации, субъектов Российской Федерации и муниципальных образований возникает право собственности»
- 26 апреля — вступил в силу федеральный закон «О приватизации государственного и муниципального имущества»
- 1 июля — вступил в силу федеральный закон № 129-ФЗ «О государственной регистрации юридических лиц»
- 24 июля — принят федеральный закон «Об обороте земель сельскохозяйственного назначения»
- Июль — принят федеральный закон № 111-ФЗ «Об инвестировании средств для финансирования накопительной части трудовой пенсии в РФ»
- 11 октября — принят федеральный закон «О государственных и муниципальных унитарных предприятиях»

### 2003 год
- 10 декабря — принят федеральный закон № 173-З «О валютном регулировании и валютном контроле»
- 23 декабря — президент России Владимир Путин подписал федеральный закон «О страховании вкладов физических лиц в банках Российской Федерации»

### 2004 год
- 21 декабря — принят федеральный закон № 172-ФЗ «О переводе земель или земельных участков из одной категории в другую»
- 30 декабря — принят федеральный закон РФ № 214-ФЗ «Об участии в долевом строительстве многоквартирных домов и иных объектов недвижимости и о внесении изменений в некоторые законодательные акты Российской Федерации»

### 2005 год
- 5 января — вступил в силу федеральный закон № 172-ФЗ «О переводе земель или земельных участков из одной категории в другую»

### 2007 год
В 2007 году была создана Российская корпорация нанотехнологий, целью которой является реализация государственной политики в сфере нанотехнологий, развитие инновационной инфраструктуры в сфере нанотехнологий, реализации проектов создания перспективных нанотехнологий и наноиндустрии.

### 2008 год
- 4 мая — правительством России была принята Программа развития наноиндустрии в Российской Федерации до 2015 года.[12]

## Промышленность

Динамика индекса промышленного производства в России в 1991—2009 годах, в процентах от уровня 1991 года

Динамика индекса обрабатывающих производств в России в 1991—2009 годах, в процентах от уровня 1991 года

Доля обрабатывающих производств в российском промышленном производстве в 2007 году составляла 66 %. Объём валовой добавленной стоимости в обрабатывающих производствах в 2009 году — 5,1 трлн руб. Объём продукции в обрабатывающих производствах в 2009 году составил 13,6 трлн рублей. Инвестиции в основной капитал в обрабатывающих производствах в 2008 году — 1,37 трлн рублей.

### Оборонно-промышленный комплекс
В 2007 году объём реализации ОПК России составил $18,6 млрд, из них $11,6 млрд приходилось на государственный заказ, $7 млрд — на экспорт. С 2000 по 2007 годы объём реализации российского ОПК увеличился в 3,7 раза, в том числе госзаказ — в 6,4 раза, экспорт — в 2,2 раза.
В 2009 году объём производства в российском ОПК вырос примерно на 10 %
В 2009 году Россия имела военно-техническое сотрудничество более чем с 80 государствами мира, и осуществляла поставки продукции военного назначения в 62 страны, а объём российского экспорта продукции военного назначения в 2009 году превысил 260 миллиардов рублей ($8,8 млрд).
Согласно данным СИПРИ, доля поставок боевых самолётов в период 2005—2009 гг. составил для России 40 % от общего объёма экспорта

### Авиационная промышленность

Производство гражданских вертолётов в России в 1997—2009 годах, штук

В 2000 году КБ Сухой приняло решение разработать пассажирский самолёт для ближних и средних линий, для этого в этом же году в составе холдинга «Сухой» было создано закрытое акционерное общество «Гражданские самолёты Сухого» (ГСС). Проект такого самолёта разрабатывался в КБ в 2000—2001 годах и получил название «Российский региональный самолёт» (Russian Regional Jet). В декабре 2002 года ГСС заключил долгосрочные контракты о сотрудничестве с корпорацией «Боинг» и французской фирмой Snecma, совместно с российским НПО «Сатурн» начавшей разработку двигателя для RRJ. 1 февраля 2005 года в Комсомольске-на-Амуре был создан филиал ГСС, который позже будет собирать как опытные, так и серийные самолёты на КнААПО. 17 февраля 2006 на КнААПО начата сборка первого RRJ,, который затем был доставлен в Жуковский для проведения статических испытаний в ЛИИ им. Громова. 17 июля 2006 года на авиасалоне в Фарнборо компания «Сухой» представила официальное название самолёта, созданного по проекту RRJ — Sukhoi Superjet 100 (SSJ). 25 июля 2009 года состоялся первый полёт лётного экземпляра SSJ, полностью оснащённого всеми системами и пассажирским салоном.
В 2005 году была принята Стратегия развития авиационной промышленности РФ на период до 2015 года. С 2004 по 2009 год объём государственного финансирования авиапрома России увеличился в 20 раз.
20 февраля 2006 года президент России В. В. Путин подписал указ о создании Объединённой авиастроительной корпорации (ОАК). ОАК была создана с целью возрождения российской авиапромышленности и усиления позиций российской авиапродукции военного и гражданского назначения на мировом рынке.
18 октября 2007 года В. В. Путин поручил председателю правительства России В. А. Зубкову и губернатору Московской области Б. В. Громову подготовить к 15 декабря 2007 года доклад по итогам рассмотрения вопроса о создании в Жуковском Национального центра авиастроения (НЦА). 20 февраля 2008 года В. В. Путин посетил Жуковский и объявил о подписании указа о создании НЦА. 17 марта 2008 государственная корпорация «Внешэкономбанк» в рамках комплексного сотрудничества с ОАК инвестирует в развитие НЦА 25 млрд рублей. 29 августа 2008 года ответственным за проведение общего руководства и координации работ по созданию НЦА в Жуковском был назначен первый заместитель председателя правительства России И. И. Шувалов.
В 2007 году рост объёма производства в авиационной промышленности составил 16,6 % в реальном исчислении, из них в гражданском авиастроении — 10,2 %, в военном — на 19,7 %.
В августе 2009 года пресс-служба правительства России сообщила, что в 2009 году государственное финансирование авиастроения составило 80 млрд рублей, которые пошли на закупку российских самолётов и субсидирование расходов на техническое переоснащение авиапредприятий.

### Судостроение
В соответствии с указом президента РФ В. В. Путина, подписанным в марте 2007 года, была создана Объединённая судостроительная корпорация (ОСК), основным полем деятельности которой рассматривается развитие гражданского судостроения.
8 ноября 2007 года правительство России одобрило федеральную целевую программу «Развитие гражданской морской техники на 2009—2016 годы», предельный объём финансирования программы оценивается в размере около 140 млрд рублей, часть финансирования пойдёт на закупку иностранных и разработку собственных технологий. Руководитель Минпромэнерго России В. Б. Христенко заявил, что реализация этой программы позволит к 2015 году увеличить объёмы судопроизводства в 2,5 раза и повысить производительность труда в отрасли.
К 2007 году на российских судостроительных предприятиях стало размещаться 6 % объёма российских заказов судов, в 2008 году — 8 %. В 2008 году объём продаж в российском судостроении составил 150 млрд рублей.
Объём производства в российском судостроении за 11 месяцев 2009 года увеличился на 50 %.

### Автомобильная промышленность

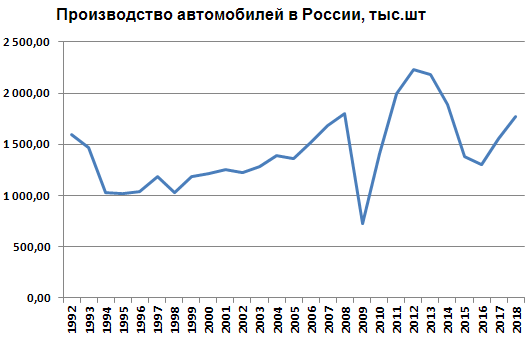
Производство автомобилей в России

Большая часть российских автомобильных и моторных заводов была объединена в первой половине 2000-х в холдинги «Руспромавто» (ныне «Группа ГАЗ») и «Северсталь-авто» (ныне «Соллерс»). Начиная с 2002 в России нарастает сборка иномарок (в 2008 — 618,2 тыс.).
По итогам 2008 года в России было произведено 1,471 млн легковых автомобилей и 256 тыс. грузовых автомобилей. В том же году из России было экспортировано 132 тыс. легковых и 45 тыс. грузовых автомобилей на общую сумму $1,7 млрд.
В 2000-е годы в России было открыто несколько десятков автомобильных заводов, собирающих автомобили под ведущими мировыми брендами, среди которых Ford, Kia, BMW, Renault, Chevrolet, Hyundai, Volkswagen, Skoda, Toyota, автомобильный альянс Peugeot-Citroen-Mitsubishi, Nissan, Opel, Volvo Truck, Renault Truck Industries и некоторые другие. Мощности заводов рассчитаны на производство, начиная от крупноузловой до мелкоузловой сборки, включая Completely Knocked Down (CKD) сборку с высокой степенью локализации производства, со сваркой и окраской кузовов, и агрегатов. Открытие новых заводов продолжается
В ноябре 2009 года Renault-Nissan и ОАО «АВТОВАЗ» подписали соглашение по основным условиям реструктуризации российского автопроизводителя. Компания Renault-Nissan будет использовать производственные мощности АВТОВАЗа для удовлетворения потребности российского рынка. Протокол о сотрудничестве по рекапитализации АВТОВАЗа предусматривает финансовую помощь правительства РФ в обмен на предоставление компанией Renault своих технологий АВТОВАЗу.
В 2009 году немецкий автомобильный концерн Daimler AG приобрёл 10 % акций российского производителя грузовиков ОАО «КАМАЗ», соответствующее соглашение о стратегическом партнёрстве подписали Daimler, ГК «Ростехнологии», «Тройка-Диалог» и ОАО «КАМАЗ». Согласно подписанному соглашению о партнёрстве, КАМАЗ и Daimler намерены сотрудничать в сфере совместных проектов и обмена технологиями.

### Микроэлектроника
В 2008 году темпы роста микроэлектроники в России были около 25 %, а в 2009 году — около 15 %, что превышало темпы роста других отраслей российской промышленности.

### Нефтеперерабатывающая промышленность
Глубина переработки нефти за период с 2005 по 2006 выросла с 67,6 до 71,3 %. За 2006 год инвестиции в российскую нефтепереработку выросли на 11,7 %, составив 40 млрд рублей.
В 2008 году в России было произведено 36 млн тонн автомобильного бензина, 69 млн тонн дизельного топлива, 64 млн тонн топочного мазута.

### Пищевая промышленность
Объём продукции в производстве пищевых продуктов и табака в 2009 году составил 2,77 трлн рублей, в том числе в:
- производстве пищевых продуктов — 2,626 трлн рублей;
- производстве табачных изделий — 148 млрд рублей.

Инвестиции в основной капитал в производстве пищевых продуктов и табака в 2008 году составили 194 млрд рублей.
В 2000—2008 годах были введены в действие мощности по производству мяса на 804 тонны в смену, по производству цельномолочной продукции — на 3,3 тыс. тонн в смену, по производству сыра твёрдых сортов (без плавленых) — на 103 тонны в смену, по производству сахара-песка — на 18 тыс. тонн переработки свеклы в сутки, по производству кондитерских изделий — на 425 тыс. тонн, по производству растительного масла — на 9,3 тыс. тонн переработки маслосемян в сутки методом экстракции, по производству хлебобулочных изделий — на 1,6 тыс. тонн в сутки.
В 2008 году в России было произведено 2,9 млн тонн мяса, 2,5 млн тонн колбасных изделий, 3,7 млн тонн пищевой рыбной продукции, 2,5 млн тонн растительного масла, 120 тыс. тонн чая, 50 млн декалитров виноградных вин, 1,14 млрд декалитров пива, 413 млн декалитров минеральных вод. В 2009 году из России было экспортировано водки на сумму $121 млн.

### Сельскохозяйственное машиностроение
В 2008 году в России было произведено 11,2 тыс. тракторов на колёсном ходу, 8 тыс. зерноуборочных комбайнов, 803 кормоуборочных комбайна.

### Железнодорожное машиностроение
В 2008 году в России было произведено 49 секций магистральных тепловозов, 259 магистральных электровозов, 2,1 тыс. магистральных пассажирских вагонов, 42,7 тыс. магистральных грузовых вагонов.

### Лёгкая промышленность
В 2003 году доля лёгкой промышленности в общем объёме производства страны составляла 1,4 %.
Лёгкая промышленность России на 2005 год включала около 14 тыс. предприятий и организаций, из которых 1437 относились к крупным и средним.

### Мебельная промышленность
В 2008 году в России было произведено 6,8 млн стульев и кресел, 470 тыс. диванов-кроватей, 5,6 млн столов, 6,0 млн шкафов, 1,4 млн деревянных кроватей.

### Целлюлозно-бумажная промышленность
Объём продукции в производстве целлюлозы, древесной массы, бумаги, картона и изделий из них в 2009 году составил 270 млрд рублей (2009 г.).
В 2000—2008 годах были введены в действие мощности по производству бумаги на 455 тыс. тонн.

### Химическая промышленность
Объём продукции в химическом производстве в 2009 году составил 1,02 трлн рублей. Инвестиции в основной капитал в химическом производстве в 2008 году составили 140 млрд рублей.
В 2000—2008 годах были введены в действие мощности по производству минеральных удобрений на 1,55 млн тонн (в пересчёте на 100 % питательных веществ), по производству серной кислоты — на 2,27 млн тонн, по производству лаков и красок — на 219 тыс. тонн.
В 2009 году было экспортировано 3,1 млн тонн аммиака на сумму $626 млн, 814 тыс. тонн метанола на сумму $156 млн, 22 млн тонн минеральных удобрений на сумму $5,6 млрд, 702 тыс. тонн синтетического каучука на сумму $1,2 млрд.

### Металлургия
Объём продукции в металлургическом производстве в 2009 году составил 1,87 трлн рублей. Инвестиции в основной капитал в металлургическом производстве в 2008 году — 280 млрд рублей.
В марте 2009 года Минпромторгом России была утверждена Стратегия развития металлургической промышленности Российской Федерации до 2020 года.

#### Чёрная металлургия
Объёмы производства основных видов продукции чёрной металлургии в 2006 году превысили показатели начала 1990-х годов. В 2000—2007 годах выросли объёмы производства стали и сплавов, что произошло благодаря опережающему развитию современных передовых методов, в частности, электросталеплавильного производства. В 2007 году производство проката чёрных металлов составило 59,6 млн тонн. По данным на 2008 год, Россия занимала 4 место в мире по производству стали (72 млн тонн в год) и 3 место в мире по экспорту стальной продукции (27,6 млн тонн в год).
По данным на 1 января 2007 года, мощность по производству готового проката чёрных металлов в России составила 67,9 млн тонн. В 2000—2008 годах были введены в действие мощности по производству стали на 6,7 млн тонн, по производству готового проката чёрных металлов — на 4,3 млн тонн, по производству стальных труб — на 780 тыс. тонн.
С 2000 по 2007 годы производство труб в России выросло в 2,7 раза. По данным на 2008 год, по производству стальных труб Россия занимала 3-е место в мире.

#### Цветная металлургия
По данным на 2008 год, Россия занимала 1-е место в мире по производству никеля, экспорту никеля и экспорту алюминия и 2-е место в мире по производству алюминия (после Китая) и производству титанового проката.

### Электроэнергетика
26 марта 2003 года был принят федеральный закон «Об электроэнергетике».
По итогам 2009 года в России было произведено 1,04 трлн квт*ч электроэнергии (4-е место в мире). В том же году из России было экспортировано 17,9 млрд квт*ч электроэнергии на сумму $789 млн.

#### Атомная энергетика
Завершено строительство и осуществлен пуск 3 атомных энергоблоков. Начато строительство 10 энергоблоков на 6 АЭС, к 2020 году 9 из них в эксплуатации, один готовится к пуску. В 2007 году российские АЭС выработали 159,79 млрд кВт·ч электроэнергии, что составило 15,7 % от общей выработки в стране.
Также запущены 2 энергоблока по экспортным контрактам и начато строительство 3 энергоблоков в других странах.

### Добывающая промышленность

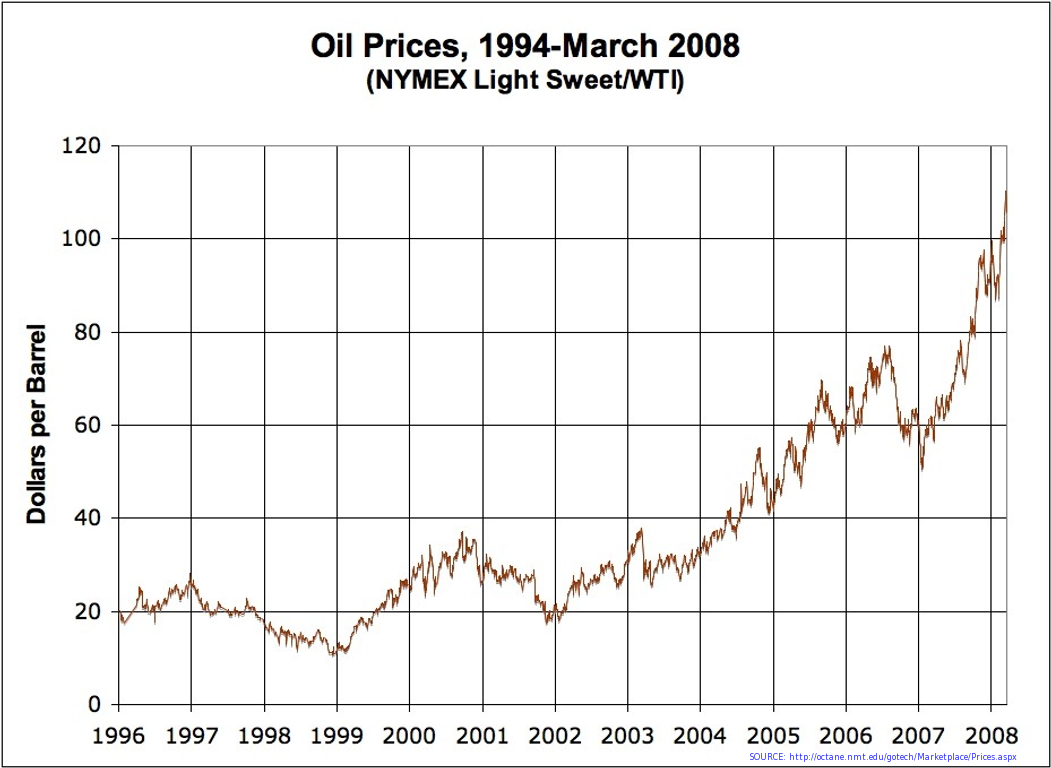
Цены на нефть

Объём валовой добавленной стоимости в добыче полезных ископаемых в 2009 году составил 3,1 трлн руб.
В 2009 году в России было добыто 494 млн тонн нефти (2-е место в мире), что на 1,2 % выше уровня 2008 года.
По итогам 2009 года Россия находилась на втором месте в мире по добыче и экспорту нефти и на первом месте в мире по добыче и экспорту природного газа.
В 2009 году в России было добыто 582 млрд кубометров природного газа.
По итогам 2009 года Газпром стал самой прибыльной компанией в мире, опередив американскую Exxon Mobil, заняв при этом 50-е место по общему объёму выручки.

## Сельское хозяйство

Динамика индекса объёма продукции сельского хозяйства в России в 1989—2015 годах, в процентах от уровня 1989 года, в сопоставимых ценах

Сбор зерновых культур в России в 1990—2009 годах, млн тонн

В 2007 году общий валовой продукт сельского хозяйства России составил 2099,6 млрд руб., из которых на растениеводство (земледелие) приходилось 1174,9 млрд руб. (55,96 %), а на животноводство — 924,7 млрд руб. (44,04 %).
Объём валовой добавленной стоимости в сельском хозяйстве, охоте и лесном хозяйстве России в 2009 году составил 1,53 трлн руб.
С 1999 по 2008 год индекс производства продукции сельского хозяйства России вырос на 55 %. В 2008 году объём выпуска сельского хозяйства России составил 87 % от уровня 1990 года, растениеводства — примерно 130 %, животноводства — примерно 60 %.
Объём кредитов в агропромышленном комплексе России составил в 2007 году 615 млрд рублей (из них субсидированные кредиты — 285 млрд рублей), в 2008 году — 715 млрд рублей (из них субсидированные кредиты — 310 млрд рублей).
В 2008 году объём расходов федерального бюджета России на сельское хозяйство составил 138,3 млрд рублей. Удельный вес сельского хозяйства в расходной части федерального бюджета увеличился с 0,7 % в 2005 году до 1,97 % в 2008 году.

### Растениеводство
В 2008 году в России было собрано 108 млн тонн зерновых культур, это крупнейший урожай с 1990 года.
По итогам 2009 года было собрано 97 млн тонн зерновых. За тот же год из России было экспортировано 16,8 млн тонн пшеницы на сумму $2,7 млрд.
В 2008 году в России было произведено 29,1 млн тонн сахарной свёклы, 28,9 млн тонн картофеля, 13,0 млн тонн овощей, 7,3 млн тонн подсолнечника.

### Животноводство
В 2000—2008 годах в России наблюдался постоянный рост ежегодных объёмов производства мяса. В 2008 году его было произведено 2,9 млн тонн, что в 2,6 раза больше показателя 1999 года.
С 2002 по 2008 год производство курятины в России утроилось, достигнув 2 млн тонн в год.
В 2008 году в России было произведено 32,4 млн тонн молока и 51,8 млн тонн шерсти.

## Строительство
Объём валовой добавленной стоимости в строительстве в 2009 году составил 1,89 трлн рублей. Инвестиции в основной капитал в строительстве в 2008 году составили 298 млрд рублей. В 2008 году среднегодовая численность занятых в сфере строительства в России составляла 5,47 млн человек, что на 24 % превышало показатель 1999 года.
С 1999 по 2009 год ежегодный объём жилищного строительства увеличился почти в 2 раза (с 32,0 млн м² до 59,9 млн м²). В 2008 году обеспеченность жильём населения России составляла 22,0 м²/чел, что на 16 % больше показателя 1999 года.
В 2005 году объём ипотечного жилищного кредитования составлял 50 млрд рублей, в 2008 году — 630 млрд рублей.

## Рыбохозяйственный комплекс
Объём валовой добавленной стоимости в рыболовстве и рыбоводстве России в 2009 году составил 77,2 млрд рублей.
Инвестиции в основной капитал в рыболовстве и рыбоводстве в 2008 году составили 4,3 млрд рублей.
В 2009 году объём добычи водных биоресурсов вырос на 11,6 %, достигнув 3,7 млн тонн.
В 2008 году среднегодовая численность занятых в рыболовстве и рыболовстве России составляла 143 тыс. человек.

## Финансы
Объём валовой добавленной стоимости в финансовой деятельности в 2009 году составил 1,72 трлн рублей. В 2008 году среднегодовая численность занятых в сфере финансов в России составляла 1,13 млн человек, что на 74 % превышало показатель 1999 года. Инвестиции в основной капитал в сфере финансовой деятельности в России в 2008 году составили 86 млрд рублей.
К 1 июля 2006 года российский рубль стал конвертируемым по текущим и капитальным операциям.

## Транспорт
В 2003 году был принят федеральный закон № 87-ФЗ «О транспортно-экспедиционной деятельности».

### Железнодорожный транспорт
В 2007 году объём перевозок грузов по железным дорогам общего пользования составил 1,34 млрд тонн, не общего пользования — 3,68 млрд тонн; грузооборот железных дорог общего пользования составил 2090,3 млрд.т.км, не общего пользования — 33,8 млрд.т.км; объём перевозок пассажиров (без метрополитена и трамвая) — 1,28 млрд чел., пассажирооборот составил 174,7 млрд пасс.км.
В 2000—2008 годах было построено 899 км новых железнодорожных линий и электрифицировано 3083 км железных дорог.
В 2001 правительством России была утверждена Программа структурной реформы на железнодорожном транспорте до 2010 года, которая предусматривает на первом этапе (2001—2002) проведение работ по разграничению видов деятельности и преобразование министерства путей и сообщения (МПС) в ОАО «Российские железные дороги» (РЖД), на втором этапе (2003—2005) — создание акционерных обществ на базе самостоятельных видов деятельности, рост конкуренции в грузовых перевозках, сокращение перекрестного субсидирования пассажирских перевозок, на третьем (2006—2010) — переход большей (60 %) части грузового парка в частную собственность, развитие частной собственности на магистральные локомотивы, развитие конкуренции на рынке грузовых перевозок, продажа акций АО, осуществляющих ремонт и обслуживание, частным собственникам, создание Федеральной пассажирской компании, создание совместно с субъектами Российской Федерации пригородных пассажирских компаний и их вывод на безубыточную деятельность.
В начале 2003 года был принят федеральный закон «О железнодорожном транспорте в Российской Федерации».
В конце 2003 года в рамках программы по разделению регулирующих и хозяйствующих функций МПС РФ все основные активы последнего были переданы во вновь созданное ОАО «РЖД», принадлежащее на 100 % Российской Федерации. Само МПС, просуществовав ещё некоторое время, было упразднено, а оставшийся персонал перешёл в министерство транспорта Российской Федерации. ОАО «РЖД» и его дочерние общества стали основными железнодорожными операторами России.
В течение 2000-х многие компании получили лицензии на осуществление железнодорожных перевозок. Эти частные (независимые) операторы стали осуществлять перевозки по инфраструктуре ОАО «РЖД», используя собственный парк вагонов и собственные локомотивы. Среди таких компаний: «Независимая транспортная компания», «Дальневосточная транспортная группа», группа Globaltrans (в состав которой входят «Новая перевозочная компания» и «БалтТрансСервис»), «Евросиб» и др. Весной 2008 года группа Globaltrans первой из железнодорожных компаний, работающих на российском рынке, провела IPO, разместив свои акции на Лондонской фондовой бирже.
В 2007 РЖД приобрело косвенный контроль над 25 % в капитале ЗАО «Трансмашхолдинг».
В 2008 правительство России утвердило Стратегию развития железнодорожного транспорта РФ до 2030 года, в которой описан комплекс мероприятий по строительству и модернизации железных дорог, модернизации и введению новых стандартов подвижного состава, инфраструктуры дорог. Программа разбита на два этапа: 2008—2015 (1-й этап) и 2016—2030 (2-й этап) и содержит два сценария развития: минимальный и максимальный. В Стратегии, в частности, предусматривается строительство 5,1 тыс. км дорог на 1-м этапе и от 10,8 до 15,5 тыс. км (в зависимости от сценария) — на втором этапе. Так, до конца 2015 должно быть завершены участки Полуночная-Обская-Салехард (856 км), Прохоровка — Журавка — Батайск (748 км), Курагино — Кызыл (460 км), Томмот — Якутск (включая участок на левом берегу Лены) (450+105 км), Нарын — Лугокан (375 км), Паюта — Бованенково (331 км) и др.
В декабре 2009 года было запущено скоростное движение на направлении Москва — Санкт-Петербург.

### Автомобильный транспорт
В 2008 году автомобильным транспортом было перевезено 6,9 млрд тонн грузов, его грузооборот в том же году составил 216 млрд тонно-километров.
С 2000 по 2008 годы объём перевозки грузов на автомобильном транспорте увеличился на 17 %, грузооборот — на 41 %.

### Воздушный транспорт
Грузооборот авиатранспорта в 2006 году составил 2,9 млрд т. км, пассажирооборот — 93,9 млрд пасс. км.

### Речной транспорт
Грузооборот на внутренних водных путях в 2006 году составил 58 млрд т. км, пассажирооборот — 0,6 млрд пасс. км.

### Морской транспорт
Грузооборот морского транспорта в 2006 году составил 48 млрд т. км. пассажирооборот — 0,03 млрд пасс. км.
В 2009 г. объём перевалки грузов через порты в РФ увеличился на 9 %.

### Трубопроводный транспорт
Грузооборот трубопроводного транспорта в 2006 году составил 1154 млрд т. км.

## Инвестиции

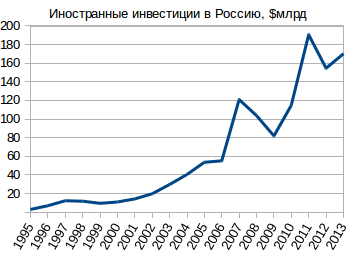
Поступление иностранных инвестиций в Россию в 1995—2009 годах, млрд долларов США

В 2008 году объём инвестиций в основной капитал в России составил 8,8 трлн рублей, в том числе:
- инвестиции в здания (кроме жилых) и сооружения — 3,9 трлн рублей;
- инвестиции в машины, оборудование, транспортные средства — 3,1 трлн рублей;
- инвестиции в жилища — 1,2 трлн рублей.

Индекс физического объёма инвестиций в основной капитал с 1999 по 2008 год увеличился в 3 раза.

### Иностранные инвестиции в Россию
В 2005 году в Россию поступило $53,65 млрд иностранных инвестиций.
В сентябре 2008 года ЮНКТАД опубликовала доклад, согласно которому Россия находится на четвёртом месте в списке стран, которые транснациональные корпорации считают наиболее привлекательными местами для размещения будущих зарубежных инвестиций. Как отмечалось в докладе, инвестиционная привлекательность России в сравнении с данными доклада ЮНКТАД от 2007 года заметно возросла.
По итогам 2008 года, приток прямых иностранных инвестиций в Россию составил $70 млрд — 5-е место среди стран мира.

## Малое и среднее предпринимательство

Количество малых предприятий в России в 2000—2007 годах

За 2004—2007 годы доля малых предприятий в ВВП России повысилась с 12,5 до 13,4 %. По данным на 1 января 2009 года вклад продукции, производимой малыми предприятиями, в совокупный объём ВВП России составлял 21 %, что на 4 % больше по сравнению с данными на 1 января 2008 года.
По данным на 2007 год число малых предприятий в России составляло 1,14 млн, что на 29 % больше, чем в 2000 году. По данным на 1 января 2009 года в России действовали 1,37 млн малых предприятий, что на 20 % больше по сравнению с данными на 1 января 2008 года.
За 2009 год число субъектов малого и среднего предпринимательства в России увеличилось на 143,6 тыс.
По данным на 1 января 2009 года средняя совокупная численность работников, занятых на малых предприятиях России, составляла 11,4 млн человек, что на 12 % больше по сравнению с данными на 1 января 2008 года.
В 2008 году объём государственной поддержки малого предпринимательства в России составил 3,5 млрд рублей, в 2009 году — почти 50 млрд рублей.

## Инновации
В 2007 году доля промышленных предприятий в России, осуществляющих инновации, составляла 13 %. В 2008 году в России действовало 3414 организаций, осуществляющих инновационную деятельность. С 2006 по 2008 год их число увеличилось на 3,9 %. В 2008 году объём инновационных товаров, работ и услуг в России составил 1,103 трлн рублей. Затраты на технологические инновации в 2008 году в России составили 307 млрд рублей.
В 2000 году по инициативе Министерства науки и технологий России был создан «Венчурный инновационный фонд», в 2006 году — «Российская венчурная компания». В 2010 году было объявлено о создании инновационного центра «Сколково».

## Налоговая система
В 1990-е годы уровень налогообложения в России был завышенным и неприемлемым для фирм и, несмотря на постоянное ужесточение налогового законодательства в те годы, предприятия продолжали массово и успешно уклоняться от налогов. В 2000-е годы президентом России В. В. Путиным были подписаны ряд законов, которыми были внесены поправки в налоговое законодательство: была установлена плоская шкала подоходного налога с физических лиц в 13 %, снижена ставка налога на прибыль до 24 %, введена регрессивная шкала единого социального налога, отменены оборотные налоги и налог с продаж, общее количество налогов было сокращено в 3 раза (с 54 до 15). В 2006 году замминистра финансов РФ Сергей Шаталов заявил, что за период налоговой реформы налоговая нагрузка снизилась с 34-35 % до 27,5 %, а также произошло перераспределение налоговой нагрузки в нефтяной сектор. Налоговая реформа также способствовала увеличению собираемости налогов и стимулировала экономический рост.

### Хронология
29 декабря 2000 года принят федеральный закон № 166-ФЗ «О внесении изменений и дополнений в часть вторую Налогового кодекса Российской Федерации», который вступил в силу с 1 января 2001 года.
В 2001 году была отменена прогрессивная шкала подоходного налога и введена единая ставка этого налога в размере 13 %. Налоги на фонд оплаты труда были объединены в единый социальный налог с регрессивной шкалой, причём произошло снижение максимальной ставки с 38 % до 36,5 %. В том же году был отменён оборотный налог на содержание жилищного фонда и социально-культурной сферы, а также снижен налог на содержание автомобильных дорог. Совокупная ставка оборотных налогов стала составлять 1 %.
6 августа 2001 года принят федеральный закон № 110-ФЗ «О внесении изменений и дополнений в часть вторую Налогового кодекса Российской Федерации и некоторые другие акты законодательства Российской Федерации о налогах и сборах, а также о признании утратившими силу отдельных актов (положений актов) законодательства Российской Федерации о налогах и сборах».
31 декабря 2001 года принят федеральный закон № 198-ФЗ «О внесении изменений и дополнений в Налоговый кодекс Российской Федерации и некоторые законодательные акты Российской Федерации о налогах и сборах», который вступил в силу 1 января 2002 года.
В 2002 году ставка налога на прибыль была снижена с 35 — 43 % до 24 %. В том же году были введены новые правила взимания НДС: вместо кассового метода стал применяться метод начисления. Также были отменены льготы по налогу на прибыль и НДС.
20 февраля 2002 года принято постановление правительства России № 121 «Об изменении и признании утратившими силу некоторых актов правительства Российской Федерации по вопросам налогообложения прибыли организаций».
24 июля 2002 года принят федеральный закон «О внесении изменений и дополнений в часть вторую Налогового кодекса Российской Федерации, а также о признании утратившими силу отдельных актов законодательства Российской Федерации о налогах и сборах».
1 января 2003 года был отменён налог на пользователей автомобильных дорог.
В 2003 году был отменён налог с валютообменных операций в размере 1 %, а также ведена упрощённая система налогообложения для малых предприятий. В том же году был введён транспортный налог, который заменил ранее действовавший налог на владельцев транспортных средств и часть налога на имущество физических лиц.
1 января 2004 года ставка НДС была снижена с 20 % до 18 %.
20 июля 2004 года принят федеральный закон № 70-ФЗ «О внесении изменений в главу 24 ч. 2 Налогового кодекса РФ, Федеральный закон „Об обязательном пенсионном страховании в РФ“ и признании утратившими силу некоторых положений законодательных актов Российской Федерации».
В 2004 году был отменён налог с продаж, а также произошло реформирование налога на имущество организаций (в частности, из объектов налогообложения исключили нематериальные активы, затраты и запасы).
В 2005 году был закреплён перечень федеральных, региональных и местных налогов. Федеральными остались 10 налогов, включая НДС, акцизы, НДФЛ, налог на прибыль организаций и единый социальный налог. Региональных налогов осталось 3: транспортный налог, налог на имущество организаций и налог на игорный бизнес. Налог на имущество физических лиц и земельный налог относятся к местным налогам. В том же году был отменён налог на наследство, а максимальная ставка единого социального налога была снижена с 35,6 % до 26 %.
1 января 2009 года ставка налога на прибыль была снижена с 24 % до 20 %.